# Estampes
Estampes ist eine französische Gemeinde mit 162 Einwohnern (Stand 1. Januar 2022) im Département Gers in der Region Okzitanien (vor 2016: Midi-Pyrénées). Sie gehört zum Arrondissement Mirande und zum Kanton Mirande-Astarac.
Die Einwohner werden Estampais und Estampaises genannt.

## Geographie
Estampes liegt circa 17 Kilometer südwestlich von Mirande in der historischen Provinz Armagnac an der Grenze zum Département Hautes-Pyrénées.
Umgeben wird Estampes von den sechs Nachbargemeinden:
| Laguian-Mazous             |                                             | Miélan |
| Montégut-Arros             | Kompassrose, die auf Nachbargemeinden zeigt |        |
| Fréchède (Hautes-Pyrénées) | Estampures (Hautes-Pyrénées)                | Castex |

### Gewässer
Estampes liegt im Einzugsgebiet des Flusses Adour.
Der Bouès, ein Nebenfluss des Arros, fließt an der Grenze zu den östlichen Nachbargemeinden Miélan und Castex entlang. Der Ruisseau de la Bernaquère und der Ruisseau de Rieuzan sind linke Nebenflüsse des Bouès, durchqueren das Gebiet der Gemeinde und münden dort in den Bouès.

## Geschichte
Im Jahr 1822 wurde die frühere Gemeinde Castelfranc eingegliedert.

## Einwohnerentwicklung
Nach Beginn der Aufzeichnungen stieg die Einwohnerzahl bis zur Mitte des 19. Jahrhunderts auf einen Höchststand von 655. In der Folgezeit sank die Größe der Gemeinde bei zwischenzeitlichen Erholungsphasen bis heute.
| Jahr                       | 1962 | 1968 | 1975 | 1982 | 1990 | 1999 | 2006 | 2011 | 2020 |
| Einwohner                  | 289  | 274  | 237  | 207  | 189  | 173  | 170  | 167  | 162  |
| Quellen: Cassini und INSEE |      |      |      |      |      |      |      |      |      |

## Sehenswürdigkeiten
- Kirche Saint-Barthélémy
- Kirche Saint-Laurent im Weiler Castelfranc

## Wirtschaft und Infrastruktur
Estampes liegt in den Zonen AOC der Schweinerasse Porc noir de Bigorre und des Schinkens Jambon noir de Bigorre.

### Bildung
Die Gemeinde verfügt über eine öffentliche Vorschule mit neun Schülerinnen und Schülern im Schuljahr 2019/2020.

### Verkehr
Estampes ist über die Route départementales 3 und 146 (Hautes-Pyrénées: 11) erreichbar.